# Bầu trời đỏ vào buổi sáng

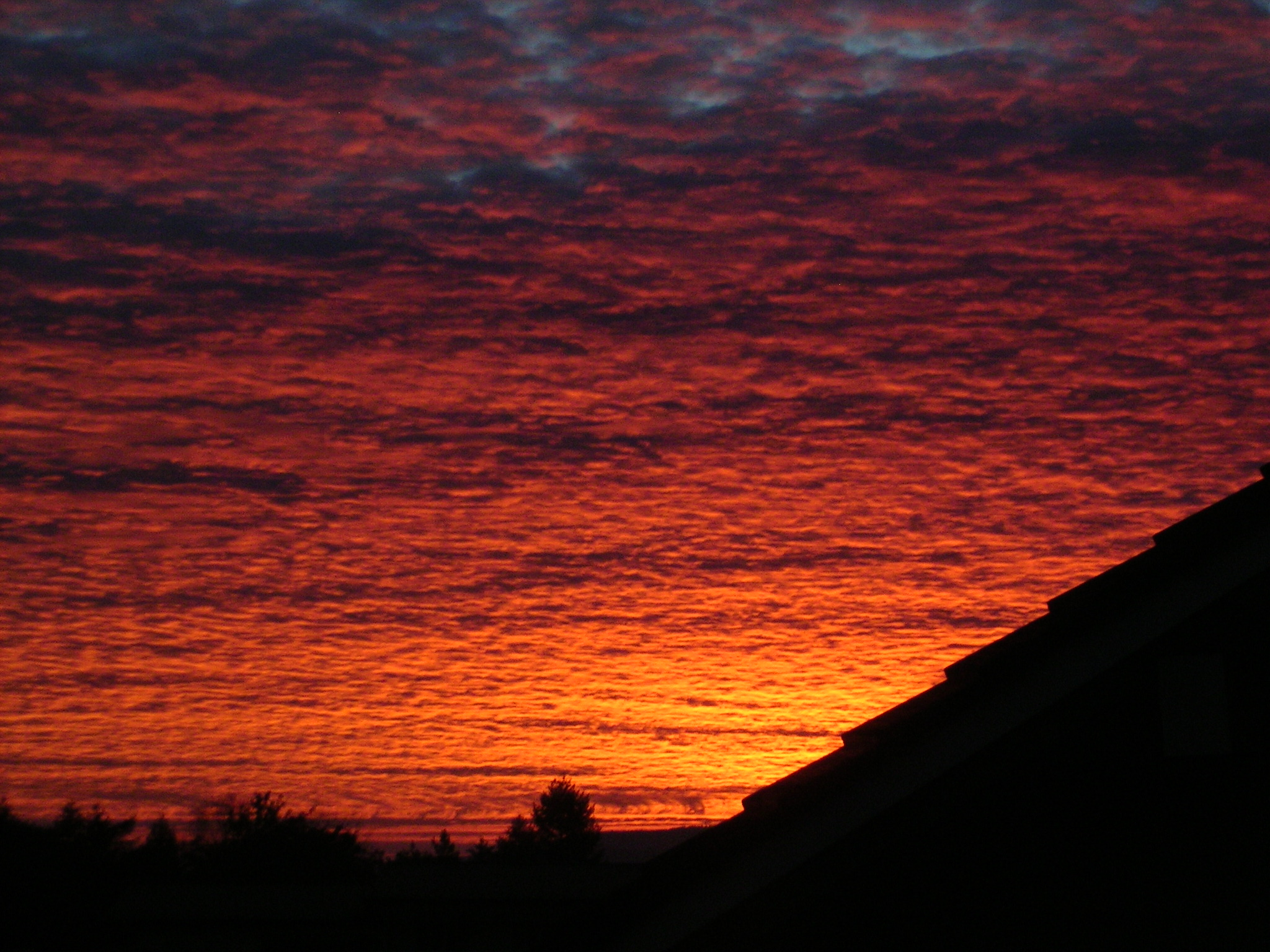
Bầu trời đỏ vào buổi sáng, trong ánh bình minh

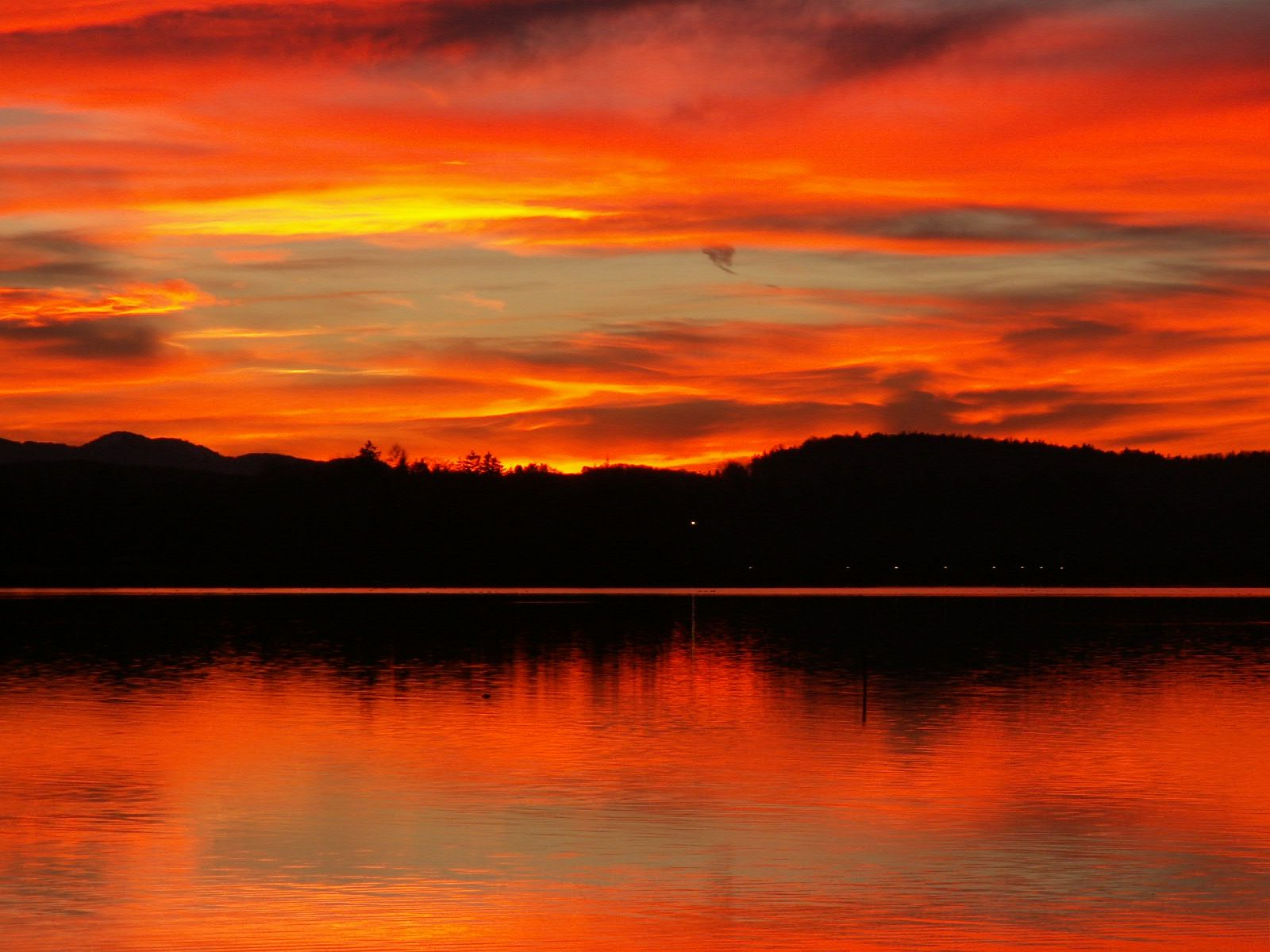
Bầu trời đỏ vào ban đêm, với bụi và mây di chuyển về phía tây

Cụm từ phổ biến "bầu trời đỏ vào buổi sáng" là một cụm từ xuất phát từ một vần thơ cổ thường được nhắc lại bởi các thủy thủ, tạm dịch là: 
Bầu trời đỏ vào ban đêm, niềm vui của các thủy thủ.

Bầu trời đỏ vào buổi sáng, các thủy thủ nên cảnh giácBản gốc (tiếng Anh):Red sky at night, sailors' delight.

Red sky at morning, sailors' warning.

Khái niệm này đã có hơn hai nghìn năm và được tham chiếu trong Tân Ước, như là một hiểu biết chung mà dân Do Thái nghiệm được trong Thời kỳ Đền thờ thứ hai của Chúa Giêsu, trong đoạn Ma-thi-ơ 16:2-3.

## Sử dụng

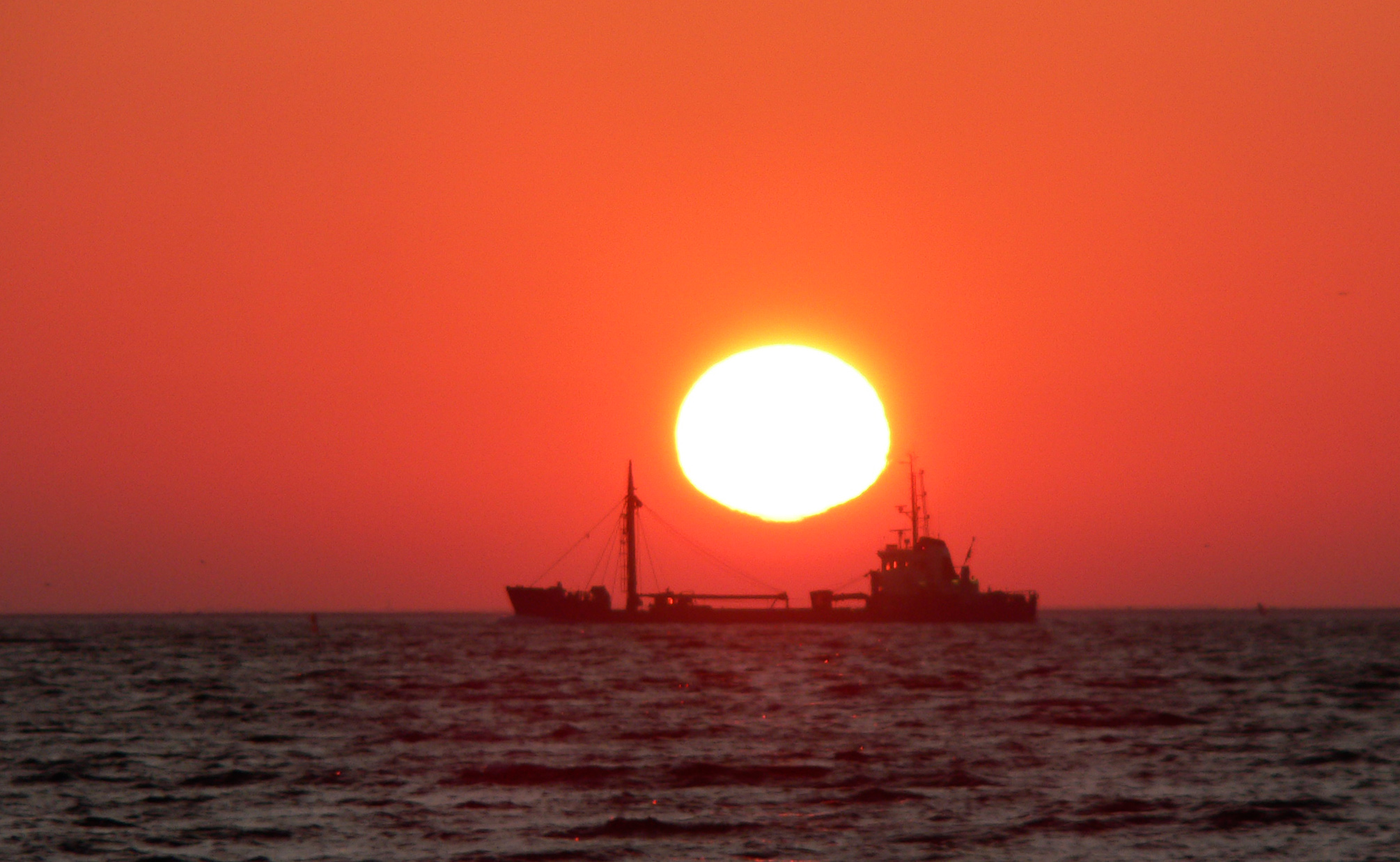
Bầu trời đỏ vào buổi sáng, trên biển

Vần điệu này là một quy tắc kinh nghiệm, được sử dụng để dự báo thời tiết trong hai thiên niên kỷ qua ở phương Tây. Nó được dựa trên màu sắc đỏ của bầu trời buổi sáng hoặc buổi tối, được gây ra bởi khói mù hoặc các loại mây liên quan đến bão trong khu vực. Nếu bầu trời buổi sáng có màu đỏ, đó là vì vùng bầu trời quang trên đường chân trời về phía đông cho phép mặt trời chiếu sáng mặt dưới của những đám mây chịu ẩm. Như thế câu nói giả định rằng có nhiều đám mây như vậy đang đến từ phía tây, báo hiệu thời tiết xấu. Ngược lại, để người có thể nhìn thấy những đám mây đỏ vào buổi tối, ánh sáng mặt trời từ phía tây sang phải chiếu qua một con đường quang mây trên trời, do đó, gió tây thịnh hành phải mang lại bầu trời trong vắt ngày sau.
Có những lúc một hệ thống bão có thể tự gây mưa trước khi đến được người quan sát (người đã nhìn thấy bầu trời đỏ buổi sáng). Tuy nhiên, đối với các tàu trên biển, gió và biển động từ hệ thống bão đang đến gần vẫn có thể là một vấn đề, ngay cả khi không có mưa.
Do các kiểu gió thịnh hành khác nhau trên toàn cầu, vần thơ truyền thống này thường không chính xác ở những nơi vĩ độ thấp của cả hai bán cầu, nơi gió thịnh hành thổi từ đông sang tây. Các vần nói chung là chính xác ở những nơi vĩ độ trung, ở đó do sự quay của Trái đất, mà gió thịnh hành đi từ tây sang đông.

## Các phiên bản khác
Có một số biến thể của câu ngạn ngữ. Một số phiên bản khác sử dụng từ "người chăn cừu" (sheperds): 
Red sky at night, shepherds' delight.

Red sky in the morning, shepherds' warning.
Một phiên bản khác sử dụng "màu hồng" (pink) thay cho "màu đỏ" (red): 
Pink sky at night, sailors' delight.

Pink sky in the morning, sailors' take warning.
Một phiên bản khác sử dụng từ "tuyệt vọng" (forlorn) thay cho "cảnh giác" (warning): 
Red sky at night, sailors' delight.

Red sky in the morn', sailors' forlorn.
Trong đoạn kinh Ma-thi-ơ 16:2-3, Giê-su nói rằng:
"Khi hoàng hôn xuống, bầu trời đỏ ửng thì các ông nói hôm nay thời tiết tốt. Rồi đến bình minh, các ông nói hôm nay trời sẽ mưa vì bầu trời đỏ và tối sầm. Các ông nhìn dấu hiệu trên bầu trời mà đoán được những gì sẽ xảy ra. Nhưng các ông thấy những điềm lạ của thời đại mà lại không hiểu nghĩa gì sao?"